# Миноносцы типа S-43
Миноносцы типа S-43 — тип миноносцев, состоявший на вооружении Военно-морского флота Германии в последней четверти XIX века. Всего было построено 23 миноносца этого типа (по программам 1889—1891 годов). В 1914 году все миноносцы были переоборудованы в тральщики.

## Энергетическая установка
На кораблях типа в качестве ГЭУ была установлена трёхцилиндровая паровая машина (тройного расширения) мощностью 1571 л. с., состоящая из 1 локомотивного котла с давлением в 12 атмосфер. Максимальные запасы топлива на миноносцах типа составляли 30 тонн угля.

## Вооружение
Миноносцы вооружались 1х1 37-мм револьверным орудием (в 1893 году заменено на 50-мм орудие). Торпедное вооружение эсминцев состояло из 3х1 350-мм торпедных аппаратов.